# Linda
För andra betydelser, se Linda (olika betydelser).

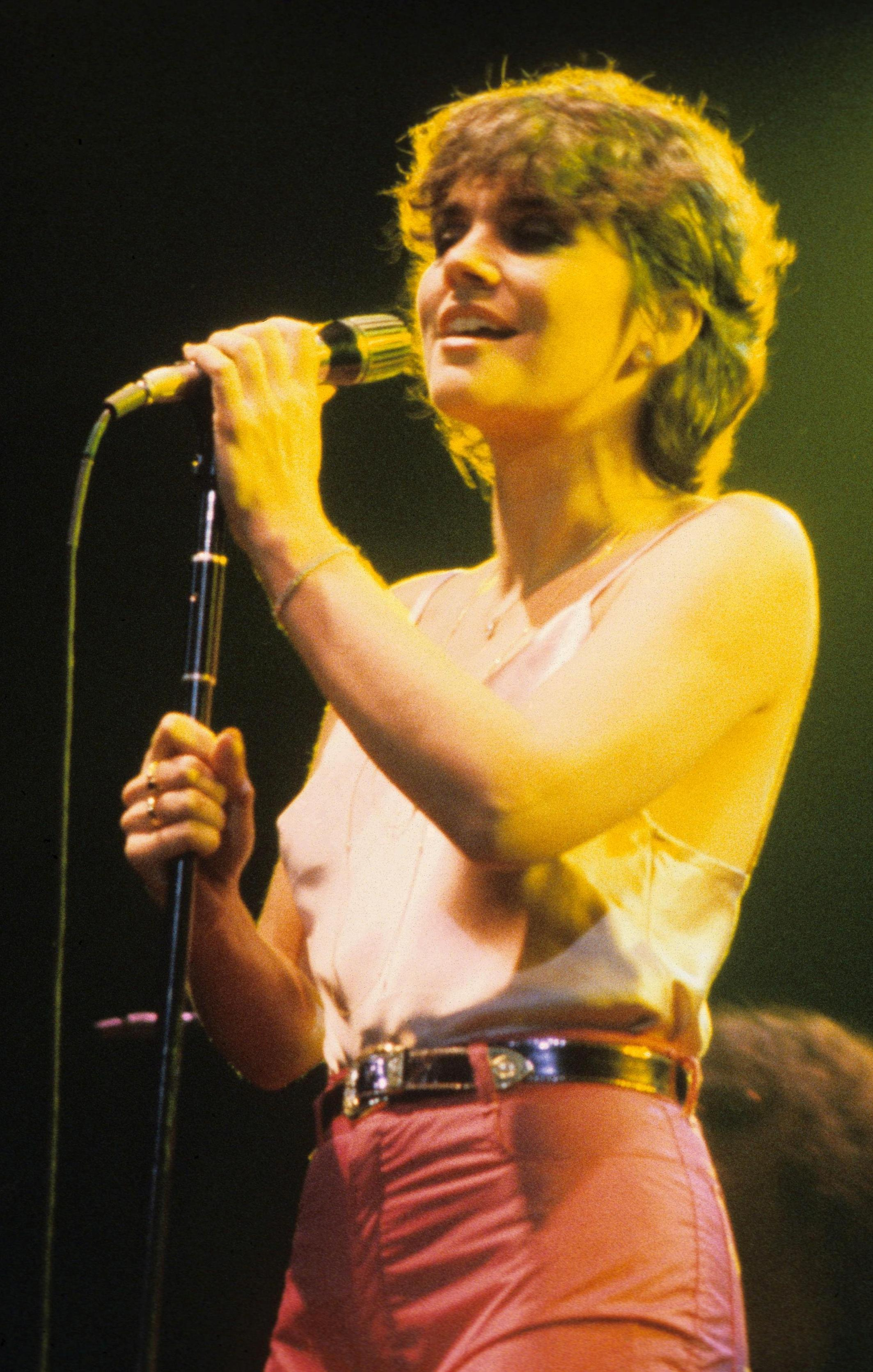
Linda Ronstadt.

Kvinnonamnet Linda är en kortform av namn som slutar på -lind, -linda eller -linde, exempelvis Belinda, Rosalinda, Melinda, Herolinda eller Sieglinde, som i de flesta fall har engelskspråkigt och från början tyskt ursprung. Slutdelen anses komma från fornhögtyskans lind som betyder 'mjuk' eller 'mild', en egenskap hos lindträ som gör det lämpligt att göra sköldar av då det bättre än annat trä fjädrar tillbaka stötar utan att gå sönder. I nordisk folktro fanns lyckobringande lindormar och då lindblommor producerar mycket nektar gynnar förekomsten av lindträd produktionen av honung, en viktig ingrediens i mjöd. Namnet Linda har också uppstått i romanska språk där linda är femininformen av "vacker" på spanska och portugisiska och femininformen av "ren" på italienska. 
Kortformen blev populär i Europa slutet av 1700-talet, och har använts i Sverige sedan början av 1800-talet. Det var här länge ovanligt och fick sin första egentliga popularitetsperiod först på 1950-talet. Det stora genombrottet kom dock på 1970- och 1980-talet då namnet ökade tiofaldigt och tidvis var ett av de 3-4 vanligaste namnen på unga flickor. Det minskade sedan snabbt under 90-talet och finns nu i början på seklet inte längre bland de 100 vanligaste flicknamnen.
Det fanns 31 december 2005 totalt 50 611 personer i Sverige med förnamnet Linda, varav 38 313 hade det som tilltalsnamn. År 2003 fick 240 flickor namnet, varav cirka 65 fick det som tilltalsnamn.
Namnsdag i Sverige: 20 juni (1986-1992: 3 december). I den finlandssvenska namnsdagslängden har Linda namnsdag 15 april sedan starten 1929, då en egen namnsdagskalender togs i bruk för finlandssvenskar.

## Personer med namnet Linda
- Linda Algotsson - ryttare
- Linda Andersson - simmare
- Linda Bengtzing - sångare
- Linda Buck - amerikansk biolog, nobelpristagare i medicin 2004
- Belinda Carlisle - amerikansk sångare
- Linda Evangelista - kanadensisk supermodell
- Linda Evans - amerikansk skådespelare
- Linda Fagerström (fotbollsspelare) - VM-silver 2003
- Linda Forsberg - fotbollsspelare
- Linda Grant - brittisk författare
- Linda Gray - amerikansk skådespelare
- Linda Haglund - friidrottare
- Linda Halimi - albansk sångerska
- Linda Hamilton - amerikansk skådespelare
- Linda Lampenius - finlandssvensk violinist
- Linda Lovelace - amerikansk porrskådespelare och feminist
- Linda Lust - porrskådespelare
- Linda McCartney - amerikansk fotograf och musiker
- Linda Nyberg - programledare
- Linda Pira - hiphopmusiker
- Linda Pritchard - sångerska
- Linda Ronstadt - amerikansk country- och rocksångare
- Linda Sembrant - fotbollsspelare, OS-silver 2016
- Linda Skugge - journalist och författare
- Linda Sundblad - sångerska, låtskrivare, fotomodell och programledare
- Linda Thelenius - deltagare i svenska Big Brother
- Linda Thorén - före detta porrskådespelare
- Linda Ulvaeus - skådespelare, dotter till Björn Ulvaeus och Agnetha Fältskog
- Linda Wessberg - golfspelare
- Linda Westerlind - journalist, debattör och politiker (S)
- Linda Zilliacus - finlandssvensk skådespelerska

## Fiktiva figurer med namnet Linda
- Linda Fahlström/Sjöberg, Bert-serien
- Linda - som i Lindamordet, en kriminalroman av Leif G.W. Persson
- Rumtidagent och huvudperson i serien Linda och Valentin

## Andra språk
- Linda betyder "kvinna i jade" på kinesiska, "den sköna, den nätta" på latin, Linda betyder även "vacker" på spanska.
- Linda är även ett ord på Quenya (alviska) med betydelsen: "vacker".